# Actinella actinophora

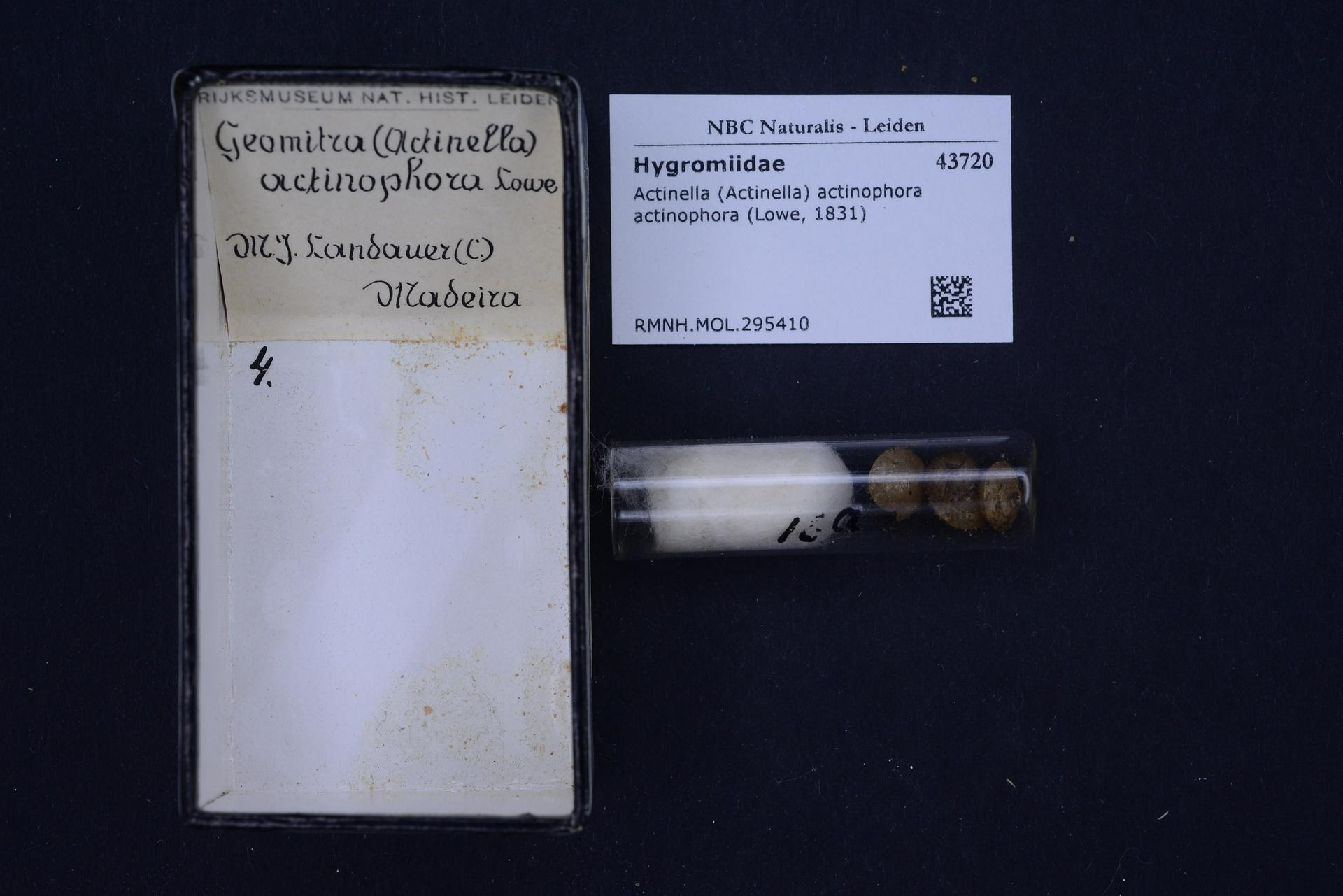
Foto uma amostra coletada da Actinella actinophora

Actinella actinophora é uma espécie de gastrópode  da família Hygromiidae.
É endémica da Madeira.